# Hamun (jezero)
Jezero Hāmūn (perzijsko دریاچه هامون, Daryāche-ye Hāmūn; paštunsko هامون ډنډ) ali oaza Hamoun je sezonsko jezero in mokrišče v endoreični Sīstānski kotlini, v regiji Sistan na meji med Afganistanom in Iranom. V Iranu je znano tudi kot Hāmūn-e Helmand, Hāmūn-e Hīrmand ali Daryāche-ye Sīstān ('Jezero Sīstān').
Hāmūn je splošen izraz, ki se nanaša na plitva jezera (ali lagune), običajno sezonska, ki se pojavljajo v puščavah jugovzhodnega Irana in sosednjih območij Afganistana in Pakistana kot produkt taljenja snega spomladi v bližnjih gorah. Izraz jezero Hāmūn enako velja za Hāmūn-e Helmand (v celoti v Iranu), kot tudi za plitvi jezeri Hāmūn-e Sabari in Hāmūn-e Puzak, ki segata na ozemlje današnjega Afganistan, pri čemer je slednji skoraj v celoti znotraj Afganistana.
Hamun napajajo številni sezonski vodni pritoki; glavni pritok je stalna reka Helmand, ki izvira v gorovju Hindukuš v Afganistanu. V sodobnem času in pred obstojem jezov za namakanje v kmetijstvu bi spomladanske poplave povzročile veliko večja jezera.

## Geografija
Leži v Afganistanu na močvirjih Sīstānske kotline zahodno od puščave Dašt-e Margō, kjer reka Helmand tvori dendritično delto. Voda teče krožno skozi niz jezer, ki se začnejo s Hāmūn-e Puzakom na severovzhodu, se raztekajo v Hāmūn-e Sabari in se končno izlijejo v Hāmūn-e Helmand na jugozahodu.
Prej je pokrivalo območje približno 4000 km² z gostim trstičjem in goščavo tamariše, ki se je razraščalo na robovih zgornjih jezer. Območje je bilo bogato s prosto živečimi živalmi in pticami selivkami.
Bazaltni izboklina v obliki trapeza, znana kot gora Khadžeh, se dviga kot otok, sredi katerega je bilo nekoč jezero Hāmūn in severovzhodni rob Hāmūn-e Helmand. Njegov ravni vrh se dviga 609 metrov nad morsko gladino s premerom 2–2,5 km in je edina preostala naravna vzpetina v Sīstānski kotlini.
Jezero Hamun je včasih kategorizirano kot tri bratska plitva jezera, to so Hamun-e Helmand, Hāmūn-e Sabari in Hāmūn-e Puzak, slednje sega v okrožje Laš Va Džuvajn v provinci Farah v Afganistanu.
Jezero Hāmūn se napaja predvsem iz vodnih zajetij na afganistanski strani, vključno z reko Harut. Reka Harut se izliva v jezero na afganistanski strani meje. Leta 1976, ko so bile reke v Afganistanu redno tekoče, je bila količina vode v jezeru relativno visoka. Med letoma 1999 in 2001 pa je jezero skoraj presahnilo in izginilo, kar je razvidno iz satelitskega posnetka iz leta 2001.
Ko se v Afganistanu pojavijo suše ali voda v porečjih, ki podpirajo jezero Hāmūn, teče navzdol zaradi drugih naravnih razlogov ali razlogov, ki jih povzroči človek, je rezultat suha jezerska struga v Iranu. Poleg tega, ko je jezero suho, sezonski vetrovi odpihnejo droben pesek z izpostavljene jezerske struge. Pesek je nanesen v ogromne sipine, ki lahko pokrivajo sto ali več ribiških vasi vzdolž nekdanje obale jezera. Divje živali okoli jezera so negativno prizadete, ribištvo pa je ustavljeno.
Leta 1975 je bil Hāmūn skupaj s Hāmūn-e Sabari označen za ramsarsko območje.

## Zgodovina

### Arheološka najdišča
Območje ima pomembne arheološke ostanke. Na tem območju je velikansko prazgodovinsko mesto Šahr-e Sukhteh. Tudi ruševine starodavnega ahemenidskega mesta Dahan-e Gholaman ('Vrata sužnjev') so blizu jezera Hāmūn. Šahr-i-Sokhta je približno 35 km jugozahodno od Dahan-e Gholamana.
Leta 2016 je UNESCO jezero Hamun razglasil za biosferni rezervat.

### Namakanje
V zadnjih petih tisočletjih so ljudje živeli okoli oaze Hamoun in njenih mokrišč ter divjih živali. Okoli Hamouna se je oblikovala posebna kultura z načinom življenja, primernim za puščavska mokrišča. Izdelali so dolge čolne iz trstike za plovbo po plitvih vodah in postavili hiše iz rdeče gline, da so zdržale vročino puščave. Njihovo preživetje je skoraj v celoti temeljilo na lovu, ribolovu in kmetijstvu.
Do poznega 20. stoletja je namakanje v porečju Sīstān naraščalo in usihalo več kot 4000 let, ne da bi pri tem uničilo mokrišča, potem pa se je prebivalstvo hitro povečalo in v regijo so prinesli nove tehnologije upravljanja z vodo. Kmalu so se namakalne sheme začele viti po celotni kotlini. Bolj zahodne so revolucijske afganistanske vlade zgradile velike jezove (jez Arghandab, jez Kajaki), ki so preusmerjali vodo iz zgornjega toka reke.

### Opustošenje zaradi ekstremnih suš v letih 1999–2001
Spremenljivost padavin v Hindukušu povzroči izmenjevanje obdobij poplav v Helmandu in suše, zaradi česar se lahko celotne lagune izsušijo. To se je večkrat zgodilo v 20. stoletju, ko so ostala poplavljena le najvišja jezera. Satelitski posnetki Landsat kažejo, kako dramatično zmanjšanje padavin je povzročilo zmanjšanje snežne površine v Helmandskem bazenu, z 41.000 km² leta 1998 na 26.000 km² leta 2000. Do leta 2001 sta Iran in Afganistan že tretje leto zapored doživela izjemno sušo, ki je je bilo tako hudo, da se je Hamoun popolnoma posušil.
Prebivalstvo Sīstāna, ki se je povečalo zaradi beguncev iz od vojne razdejanega Afganistana, je močno prizadelo pomanjkanje vode. Namakalni kanali so presahnili in kmetijstvo je zastalo, kar je povzročilo opustitev številnih vasi, ko so se ljudje selili v iskanju vode.
Kombinacija suše in obsežnega namakanja se je izkazala za šok za mokrišča. V petih letih (1998-2002) so nekoč rodovitna mokrišča hitro propadala. Upravičeno bi lahko domnevali, da je preoblikovanje Hamouna v sušno deželo, tako kot njihova okoliška območja, v glavnem povzročilo širjenje namakanega kmetijstva od leta 1970 (predstavljajo svetlo rdeče lise na satelitskih posnetkih, predvsem pšenice in ječmena), skupaj z eno najhujših suš v obdobju 1999–2001 v Srednji Aziji.
Mokrišča so nadomestila večinoma mrtve soline in propadajoči trstični sestoji. Divje živali, mesta, ribištvo in poljedelstvo, ki so nekoč obkrožali Hamoun, so propadli in nastala je puščava.
Vetrovi, ki so jih nekoč ohlajale vode mokrišč, zdaj prenašajo prah, pesek in sol iz posušenih jezerskih kotanj v okoliške vasi in ti peščeni nanosi so potopili skoraj 100 vasi pod sipine v pokrajini, ki spominja na katastrofo ob Aralskem jezeru. Večina pridelkov je bila spremenjena v prah, črede živine so bile zdesetkane, cvetoče ribištvo z letnim ulovom okoli 12.000 ton pa je bilo uničeno. Mnogi, ki so generacije živeli okoli Hamouna, so se odselili ali izgubili vse.
Lokalna populacija ptic je izginila in ptice selivke se ne ustavljajo več zaradi pomanjkanja zatočišča, divje živali, ki se niso mogle preživeti v puščavi ali opraviti dolgega potovanja v drugo oazo, so poginile. Preostala mokrišča zdaj oddajajo močan blesk posušenih solin. Edina razmeroma velika stoječa vodna telesa so rezervoar Čāh-Nīmeh IV, vzdrževan za pitno vodo.